# Línea 5 (Santa Fe)
Línea 5 es una línea de transporte urbano de pasajeros de la ciudad de Santa Fe, Argentina. El servicio está actualmente operado por la empresa Recreo S.R.L..

## Recorridos

### 5
Servicio diurno y nocturno.
Recorrido: Tte.Loza - 12 de Octubre - Hugo Wast - Cafferata - Berutti - Edmundo Rosas - French - Av. Blas Parera - Fray C. Rodríguez - Av.López y Planes - Av. Freyre - Junín - Dr. Zavalla - Suipacha - San Jerónimo - Salta - Urquiza - 3 de Febrero - Saavedra - Pietranera - N.Rodríguez Peña - Colón - Zavalía - Pietranera - Francia - J. J. Paso - 9 de Julio - Obispo Gelabert - Av. Freyre - Av. López y Planes - Fray C. Rodríguez - Av. Blas Parera - Berutti - Cafferata - Hugo Wast - Av. 12 de Octubre - Av. Santa Fe y Tte. Loza (Parada).

### Combinaciones
Con la Línea 3 a Las Flores I, en 9 de Julio y General López; con la Línea 13 desde el sur, en Obispo Gelabert y San Jerónimo.